# Persijn (geslacht)
Persijn is een van oorsprong Kennemer geslacht.

In de 13e eeuw leverde een tak van de familie Persijn de heren van Waterland en Amsterdam. Zij zetelden in het verloren gegane Huis te Velsen ten noorden van Haarlem. Een bekende vertegenwoordiger uit deze tak was Jan Persijn van Velsen. 

 Geraert van Velsen zou hetzelfde familiewapen hanteren, zo schrijft het Stamboek van de Frieschen (1846).

## Familiewapen

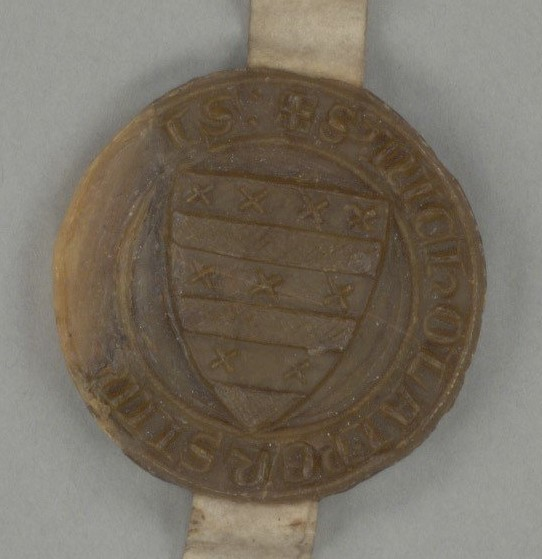
Zegel van Nikolaas Persijn (1303)

Het wapen van het geslacht Persijn bevat zes horizontale balken, afwisselend blauw en geel. Op de drie gele (oorspronkelijk goudkleurige) balken staan respectievelijk 4, 3 en 2 roodkleurige Andreaskruisen. Dit wapen lijkt op het gemeentewapen van Spijkenisse (voorheen deel van de heerlijkheid Putten), waarbij zilverkleurige kruisen op de blauwe balken staan. Verder zien we overeenkomsten in het wapen van Breukelen. Dat komt doordat Gijsbrecht II van Nijenrode in 1392 het wapen van zijn moeder Maria van Persijn van Velsen in zijn wapen opnam.
Het wapen van Amsterdam zou gebaseerd zijn op dat van het geslacht Persijn.
Symon Persijn (geboren ca. 1247, de broer van ridder Jan Persijn, zie hieronder) werd in de 2e helft van de 13e eeuw beleend met het gebied Bakenes en zal zich dan Van Bakenese gaan noemen. Hij en zijn nakomelingen voeren een wapen met een schuinbalk, met daarop de drie andreaskruisen van Persijn.

### Legende over het wapen van Persijn
Er bestaat een legende over de manier waarop de Andreas-kruisjes in het wapen van de Persijns zijn gekomen:
Tijdens de regering van graaf Willem (regeringsperiode: 1204-1222) waren er twee vermaarde ridders, Wouter Persijn, heer Jans zoon uit Holland, en Walewijn van Leefdaal uit Brabant. Zij reden samen naar een toernooi en spraken af om op de dag van het toernooi vroeg op te staan om eerst naar de mis en pas daarna naar het toernooi te gaan. Heer Walewijn, begerig naar wereldse eer, ging na de mis naar het toernooi en streed om ridderlijken lof te oogsten. Maar heer Wouter, die Onze Lieve Vrouw zeer liefhad, bleef nog om ook een mis ter harer ere te horen. Daardoor kwam hij laat in het strijdperk en vond hij alle ridders vermoeid en gereed om hun herberg op te zoeken. Maar heer Walewijn ontving hem met grote blijdschap en prees hem, dat hij de eer van den dag had gewonnen. Ook de herauten hielden niet op zijn lof te verkondigen. Toen begreep hij, dat de Heilige Maagd zelve hem deze eer had bereid. Beide vrienden zeiden nu de wereld vaarwel en gingen in een klooster, Hymenrode genaamd. Heer Wouter was eens in gebed in de kerk, met zijn handen inniglijk tezamen, en daar kwam hem een goude kruis tussen zijn handen, tot een teken, dat zijn gebed door onze Lieve Heer verhoord was. Ditzelfde kruis brachte Alyd (echtgenote van Graaf Willem van Holland) met grote waardigheid naar het klooster van Reynsburgh. Zij vermaakte aan dit klooster bovendien zoveel boter, als men jaarlijks in de keuken nodig had. Zij stierf daar in 1218, en werd er begraven. Sindsdien namen de Persijns negen gouden kruisjes in hun wapen op.

## Van Bakenes

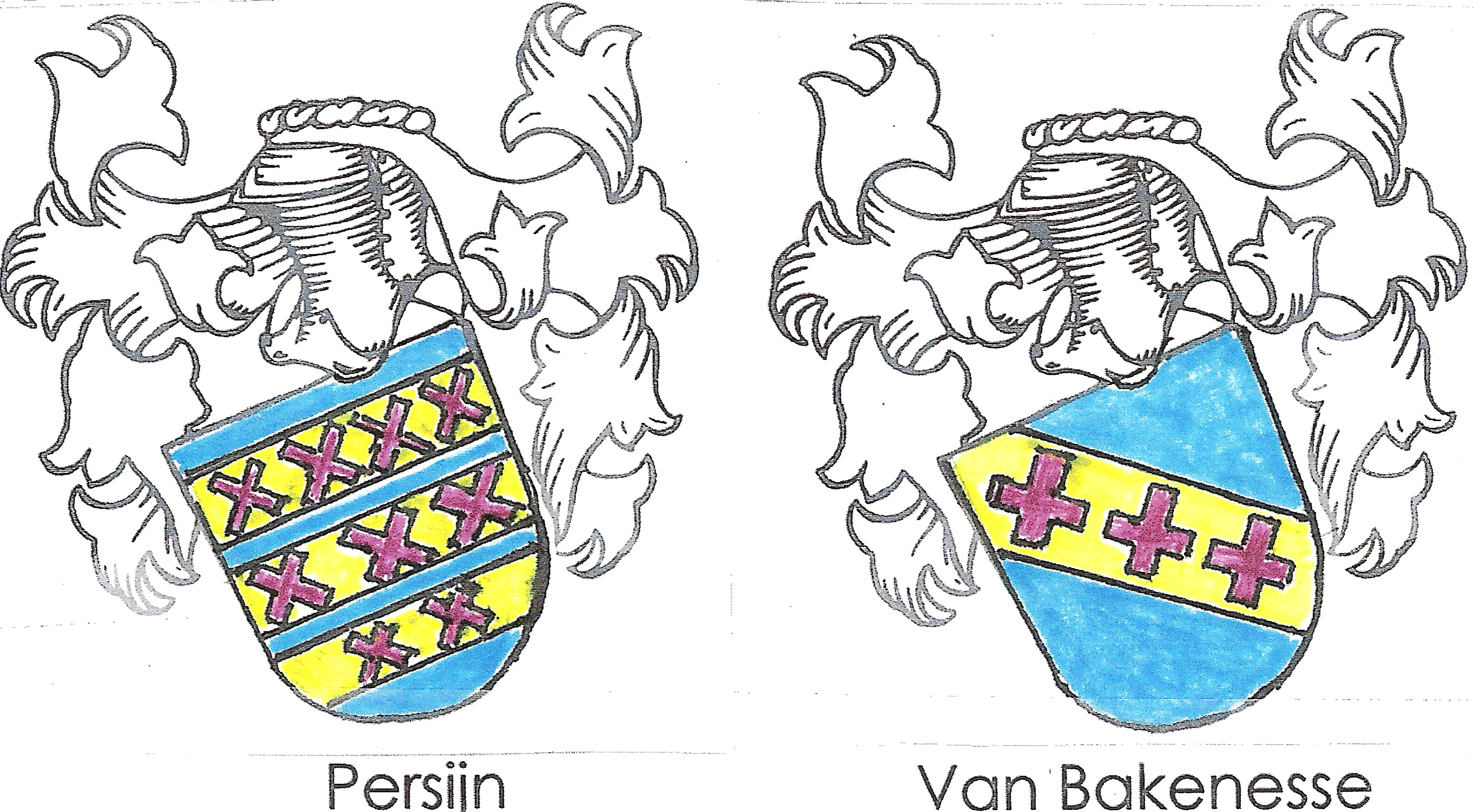
Wapens Persijn en Bakenes

Een minder bekende vertegenwoordiger van het geslacht was Simon Persijn, die de naam Bakenes ging voeren (Batavia Illustrata). Van hem stamt het Haarlemse geslacht Van Bakenes af. Deze Simon Persijn was een broer van de hierboven genoemde Jan Persijn van Velsen en wordt vermeld in 1277.

## Putten
Vanwege het feit dat het wapen van de heren en vrouwen van de heerlijkheid Putten lijkt op dat van de familie Persijn, wordt er een verband verondersteld. Het zou kunnen zijn dat een nakomeling uit een tweede huwelijk van Jan I Persijn, later Jan van Putten zou zijn genoemd (overleden in 1224).

## Vondel
Net als naar andere -in die tijd- prominente adellijke families, wordt meerdere keren naar de Persijns verwezen in Joost van den Vondels Gijsbrecht van Aemstel:
Wat riemen voert of zeil heeft d'amirael Persijn
Beslaegen in zijn' dienst by Vries en Waterlanderen.
Al 't omgelegen volck ruckt haestigh by malkanderen,
En treckt vast op den brand van kerck en toorens aen.
Helaes, wat ga ick aen? wat koomt my weder over?
Waer zendghe my? mijn lief, Persijn, den grooten roover
Uw' vyand in den mond, die op ons vlamt en loert
Uit Zwaenenburgh, daer hy des graeven vlagge voert?
 't Verdriet hem zulck een slot en vasten burgh te derven,
Die ongerechte gift. Uw zaed, uw wettige erven.